# سایوز۴
سایوز-۴ (به روسی: Союз 4) یکی از مأموریت‌های پروژه فضایی سایوز است که توسط سازمان فضایی شوروی در تاریخ ۱۴ ژانویه ۱۹۶۹ (۲۴ دی ۱۳۴۷)، ساعت ۰۷:۳۰:۰۰ از پایگاه فضایی بایکونور ۳۱ به‌سوی فضا پرتاب‌شد. این فضاپیما حامل ولادیمیر شاتالوف بود که می‌بایست در مدار زمین به سایوز-۵ متصل شده، دو تن از فضانورد آن فضاپیما را خارج کرده و به زمین بازگردند.

## خلاصه مأموریت

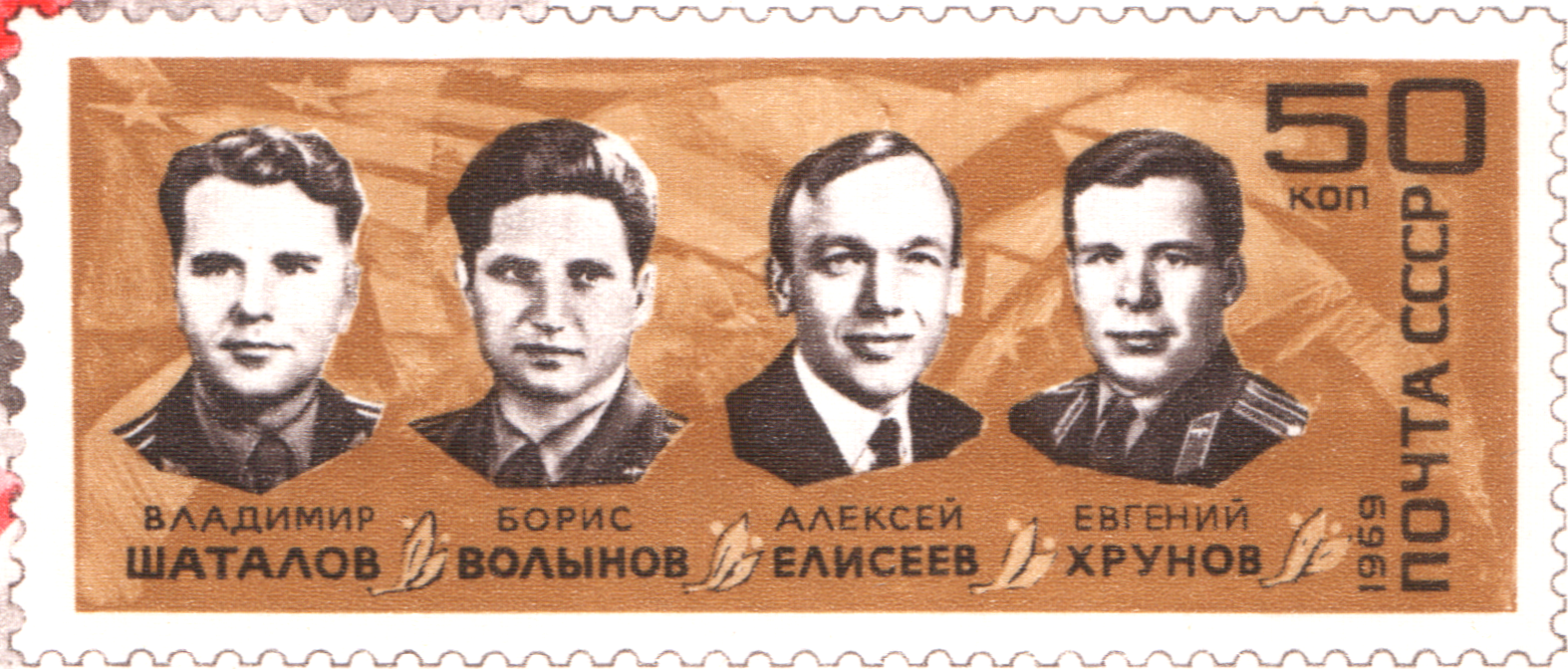
افراد حاضر در ماموریت سایوز 4

با اتصال موفق سایوز-۴ و سایوز-۵ در تاریخ ۱۶ ژانویه ۱۹۶۹ (۲۶ دی ۱۳۴۷) نخستین ترازیابی فضایی و اتصال کامل و موفق بین دو فضا‍پیمای روسی در مدار زمین ثبت شد. در آن زمان مکانیزم اتصال و تونل اتصال مابین دو فضاپیما هنوز تکامل نیافته بود و فضانوردان بایستی برای رسیدن به سایوز-۴ از سفینه خود بیرون آمده و با راهپیمایی فضایی خود را به آن می‌رساندند.
بالاخره در ۳۵ امین پیمایش مداری، ابتدا دو فضانورد (یوگنی خرونوف و الکسی یلیسیف) سایوز-۵ را ترک کردند. به وجود آمدن مشکلاتی برای لباس یکی از فضانوردان باعث حواس‌پرتی فضانورد فیلمبردار (بوریس وولینوف) شد و او فراموش کرد دوربین را در جای خود نصب کند و همین سهل انگاری موجب شد تا این رویداد مهم و تاریخی ضبط نشود. فقط یک فیلم با کیفیت بسیار پایین از هنگام وارد شدن فضانوردان به سایوز-۴ موجود است.
این مأموریت اعتماد به نفس کافی به روس‌ها برای رسیدن به طرح‌های بلندپروازانه خود و فتح کره ماه را به آن‌ها داد. البته مشکل تونل‌های اتصال همچنان باقی بود که آمریکایی‌ها توانستند در پروژه‌های آپولو آن را حل کنند.
گئورگی شونین فضانورد پشتیبان این مأموریت بود.

## نگارخانه

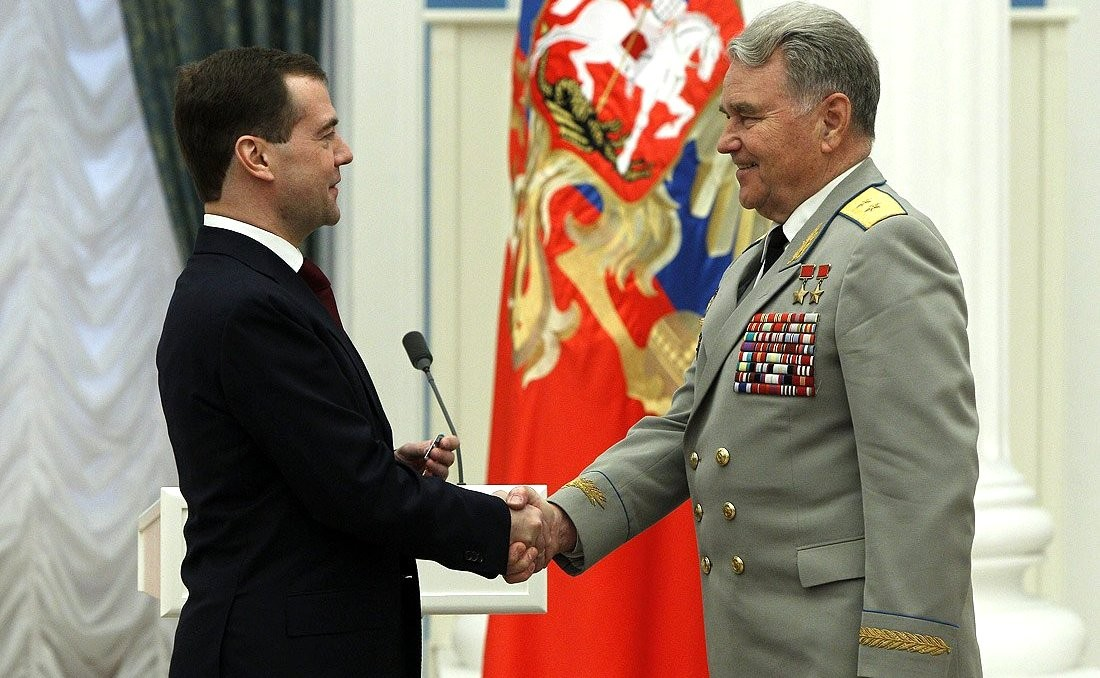
ولادیمیر شاتالوف در دیدار با دیمیتری مددوف
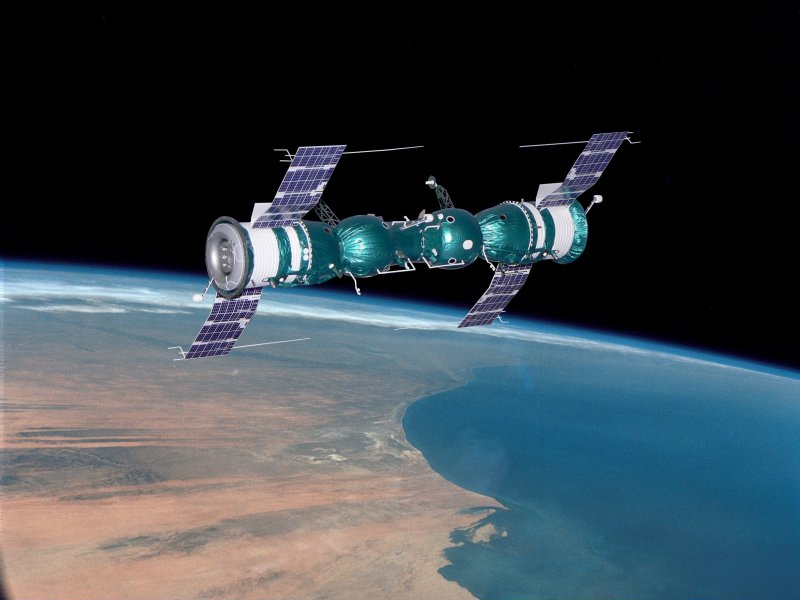
طرح مفهومی اتصال سایوز-۴ و سایوز-۵